# 千葉市動物公園
千葉市動物公園（ちばしどうぶつこうえん、英:Chiba Zoological Park）は、千葉県千葉市若葉区源町280番地にある動物公園である。立ち姿で有名なレッサーパンダの「風太」を飼育することで知られる。房総の魅力500選に選定されている。
開園当初から、世界の霊長類の飼育、特に絶滅が危惧される希少種の繁殖に力を入れるとともに、猛獣を避け、小動物や草食動物、鳥類などの動物を飼育する傾向にあったが、2016年にライオンが、2020年にチーター、ブチハイエナの展示エリアが整備された。

## 概要

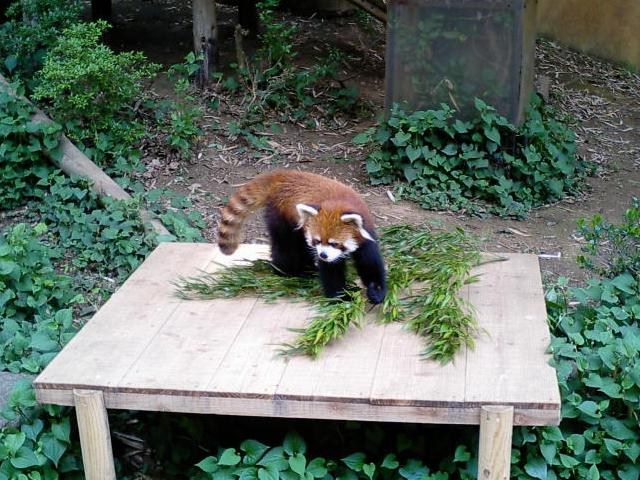
小動物ゾーンのレッサーパンダ「風太」）

千葉市都市局公園緑地部が運営する。公園面積 339,722平方メートル。
飼育動物数は149種701点（2004年12月末時点）、哺乳類67種389点、鳥類76種287点、爬虫類5種24点、両生類1種1点を飼育している。都市部にあり脱走すると危険なことから、猛獣をなるべく避けている。ただし、ライオンは飼育されており、自然に近い採食ができるように、千葉県内で農業害獣として捕獲されるイノシシを食べさせる屠体（とたい）給餌の導入を準備している。
1991年から2014年まで、遊園地の「ドリームワールド」併設していた。

## 園内
園内は、モンキーゾーン、動物科学館、子ども動物園、小動物ゾーン、家畜の原種ゾーン、草原ゾーン、鳥類・水系ゾーン、大池の各エリアからなる。中央の噴水広場を中心とし、各エリアが放射状に隣接する構造とし、移動に配慮する。
モンキーゾーン
ワオキツネザルやゴリラなどが見られる。
動物科学館
夜行性小獣や小型猿の展示施設がある、温室のバードホールなどもある。ナマケモノが見られるときもある。
子ども動物園
ヤギやヒツジなどの動物に直接触れることができる。大きな馬やロバ、牛、カピバラ、プレーリードッグ、オウム、フンボルトペンギンなどの動物を近くから見ることができる。
家畜の原種ゾーン
モウコノウマやアメリカバイソン、ラクダ、ラマ、ヤク、スイギュウなどがいて、国内最大級のムフロンの施設も存在していた。園内整備のため、2018年6月をもって動物展示を終了した。跡地は2020年度にチーター・ハイエナの展示場にリニューアルされる予定。
小動物ゾーン
2005年、オスのレッサーパンダの「風太」が30秒以上二足で直立する姿がテレビなどで取り上げられる。2006年には風太に双子の子供が生まれる。他に、コツメカワウソやビーバーなどがいる。
鳥類・水系ゾーン
カリフォルニアアシカとペンギンの大型水槽がある。ハシビロコウ、エジプトハゲワシ、フラミンゴやタンチョウなどの鳥がいる。
草原ゾーン
ゾウやキリンなどの大きな動物がいる。ダチョウ、ミーアキャット、マレーバクもいる。2016年4月末からは、ライオンが新たに仲間入りした。

## 動物一覧
各ゾーンごとに飼育している動物を列挙。

### 鳥類・水系ゾーン

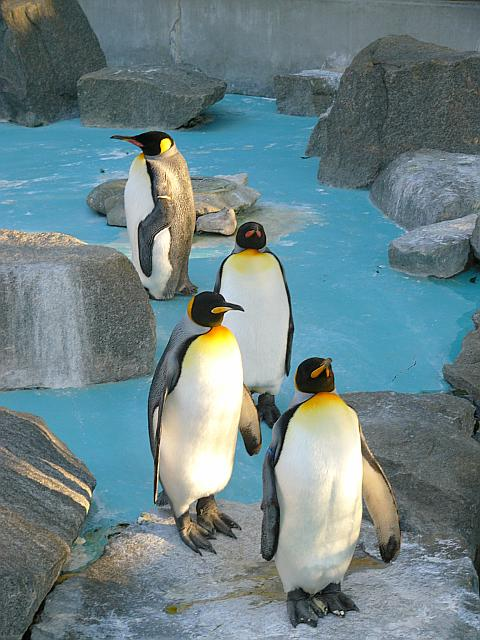
水系ゾーンの動物（キングペンギン）

- カリフォルニアアシカ
- ケープペンギン
- タンチョウ
- ハシビロコウ
- コサンケイ
- ハワイガン
- オジロワシ
- エジプトハゲワシ
- ヘビクイワシ
- カラフトフクロウ

### モンキーゾーン
- ワオキツネザル
- エリマキキツネザル
- ニホンザル
- マンドリル
- クロザル
- カオムラサキラングール
- アビシニアコロブス
- フクロテナガザル
- チンパンジー
- ニシローランドゴリラ

### 動物科学館
- キンカジュー
- エンペラータマリン
- ワタボウシタマリン
- ムツオビアルマジロ
- フタユビナマケモノ
- ショウガラゴ
- ピグミーマーモセット
- オウギバト
- オニオオハシ
- パラワンコクジャク
- キンムネオナガテリムク

### 子ども動物園
- ヤギ
- ヒツジ
- オグロプレーリードッグ
- カピバラ
- フンボルトペンギン
- スミレコンゴウインコ
- ケヅメリクガメ
- アルダブラゾウガメ

### 小動物ゾーン
- レッサーパンダ
- アカハナグマ
- コツメカワウソ
- アメリカビーバー

### 草原ゾーン

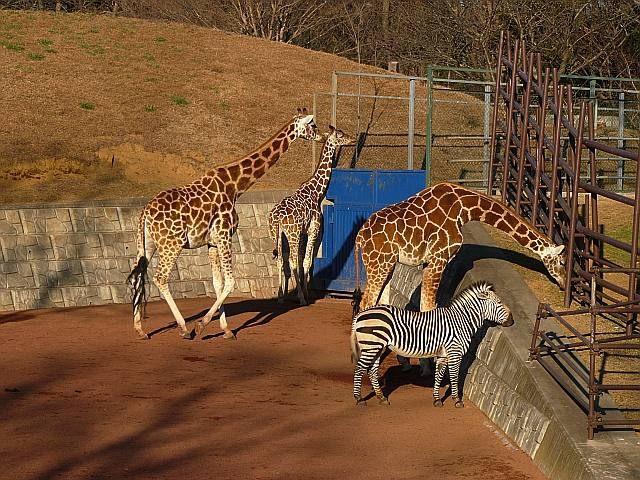
草原ゾーンの動物（キリンとシマウマ）

- アジアゾウ
- オオカンガルー
- アミメキリン
- シタツンガ
- グレビーシマウマ
- マレーバク
- ダチョウ
- エミュー
- ベニイロフラミンゴ
- ハゴロモヅル
- ホオジロカンムリヅル
- アフリカハゲコウ
- ミーアキャット
- ライオン
- チーター
- ブチハイエナ

## 歴史

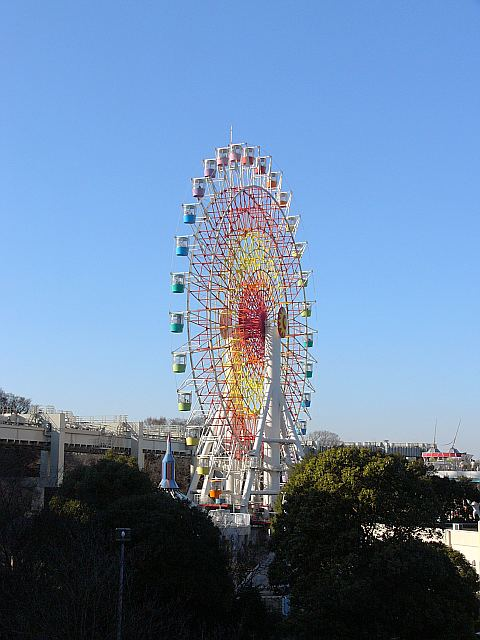
かつて存在していた動物公園内遊園地「ドリームワールド」の観覧車

- 1985年4月 - 開園（動物科学館・モンキーゾーン・子ども動物園・家畜の原種ゾーン）[4]。
- 1987年 - モウコノウマ、セスジクスクス、オウギアイサ、アンデスイワドリの繁殖に国内初成功。
- 1988年
  - 2月 - 千葉県内初の「公共の色彩賞」を受賞[5]。
  - 4月 - 草原ゾーン・鳥類水系ゾーン完成[4]。
- 1989年 - アメリカアカリス、ハシビロガモ、セイロンヤケイの国内初の繁殖に成功。
- 1990年 - ボンテボック、キバシハイイロガンの繁殖に国内初成功。
- 1991年6月 - 遊園地「ドリームワールド」開園。
- 1992年4月 - 入園者500万人、クロツメバガンとヒメマガンの繁殖に国内初成功。
- 1993年 - ヒオドシジュケイの繁殖に国内初成功。
- 1998年4月 - 入園者1,000万人。
- 1999年 - カオムラサキラングールの繁殖に国内初成功。
- 2001年10月 - 子ども動物園をリニューアル。
- 2002年 - ゴリラ「モモコ」と上野動物園で生まれた「モモタロウ」が里帰り。
- 2003年4月 - オランウータン舎を新築。
- 2005年
  - 4月 - 入園者1,500万人。
  - 5月 - レッサーパンダ「風太」ブーム始まる[1][6]。
- 2006年 - 「風太」の子が初めて誕生。
- 2008年 - ナマケモノの人工保育開始。
- 2009年4月 - アフリカハゲコウが脱走。約72時間後に捕獲[7]。
- 2011年3月 - 東日本大震災が発生し、保育園1団体が帰宅できず園内泊。
- 2012年2月 - 入園者2,000万人。
- 2013年6月 - 観覧車の運営休止。
- 2014年
  - 2月 - 大雪により、水禽池ネット破損や倒木など多数の被害。
  - 4月 - 子ども動物園と動物科学館の運営を民間事業者（株式会社自然教育研究センター）へ委託[8]。
  - 5月 - 遊園地「ドリームワールド」営業終了。
- 2016年4月 - 千葉県内唯一のライオン展示場を公開[9]。「ドリームワールド」跡地に株式会社ファーム運営の「ふれあい動物の里」がオープン[10]。
- 2018年
  - 3月 - ふれあい動物の里（西口ゲート横）と展望デッキを結ぶ「ぐるっとライナー」が混雑時を除く土・日・祝に運行開始[11]。
  - 6月 - 家畜の原種ゾーンの動物展示が終了。
  - 7月 - 「風太」15歳の誕生日記念式典、写真展開催。

## 施設情報

### 基本情報
- 所在地 - 千葉県千葉市若葉区源町280
- 開園時間 - 午前9:30 - 午後4:30、入園は午後4時まで[12]
- 休園日 - 毎週水曜日（水曜日が休日の時は翌日）と、12月29日 - 1月1日
- 入園料 - 大人700円（千葉都市モノレールの各種フリーきっぷ提示で560円に割引[13]）、中学生以下無料 年間パスポート 2,500円
- 駐車場 - 普通車 700円　大型車 2,800円（開門時間 午前9:00 - 午後5:00）
- 公園面積 339,722平方メートル
- 年間入園者数 676,899人（2016年度）[14]
- 飼育動物数 - 124種781点（2019年5月末時点）
  - 哺乳類 56種504点、鳥類 59種230点、爬虫類 7種42点、両生類 1種2点、魚類 1種3点

### バリアフリー
園内はバリアフリー化されており、トイレを含め車椅子での単独利用が可能。

## 交通

### 公共交通機関
- 千葉都市モノレール動物公園駅下車すぐ

### 自動車
- 首都高速7号小松川線・京葉道路穴川ICより市街方面に約3km
- 首都高速7号小松川線・京葉道路穴川東ICより市街方面に約2km
- 首都高速湾岸線・東関東自動車道千葉北ICより千葉方面へ約7km
- 駐車場収容可能台数 普通車1,569台 大型車49台